# Induciòmar (al·lòbroge)
|  | No s'ha de confondre amb Induciòmar (trèver). |

Induciòmar  (en llatí Induciomarus o Indutiomarus) va ser un cap gal dels al·lòbroges, un dels principals testimonis de càrrec contra Marc Fonteu quan va ser acusat l'any 69 aC de mala administració durant el seu govern de la província de la Gàl·lia Narbonense. Fonteu va ser defensat per Ciceró.